# Lucien Simon
Lucien Joseph Simon (Parigi, 18 luglio 1861 – Combrit, 13 ottobre 1945) è stato un pittore francese, disegnatore, acquarellista e litografo.

## Biografia
Lucien Joseph Simon nacque da una famiglia della buona borghesia parigina: suo padre era medico nel quartiere della Chiesa di Saint-Sulpice e sua madre proveniva da una famiglia di commercianti e giuristi. Fece i suoi studi al Liceo Louis-le-Grand con l'obiettivo di entrare all'École polytechnique. Già da ragazzo, però, maneggiava abilmente e volentieri matite e pennelli. La svolta della sua vita avvenne durante il servizio militare, quando divenne amico del pittore George Desvallières. E i suoi programmi universitari cambiarono. Abbandonata l'idea di iscriversi al Politecnico, entrò nell'atelier di Jules Didier e dal 1880 al 1883 seguì i corsi di Tony Robert-Fleury e di William Bouguereau all'Académie Julian.
Simon debuttò al "Salon des artistes français" nel 1881 ed espose anche al Salon della "Société nationale des beaux-arts". Nel 1884, il suo Portrait de M.me Simon ottenne una menzione d'onore al "Salon des artistes français". Raggiunse così una considerevole notorietà presso la società parigina.
Durante un viaggio nei Paesi Bassi vide le opere di Frans Hals e ne fu particolarmente colpito, anche se si considerava ancora un pittore autodidatta.
E fu nella scuola dell'Académie Julian che Simon disse di aver appreso il meglio degli elementi tecnici di base, avendo per maestri George Desvallières, René Ménard e Étienne Dinet. Nel 1890, entrò nella "Société nationale des beaux-arts", creata fra gli altri, da Auguste Rodin e Pierre Puvis de Chavannes, stanchi dell'autoritarismo accademico che dominava il "Salon des artistes français".
Simon vendette le sue prime tele a dei collezionisti stranieri, poi, dal 1895, anche allo Stato.

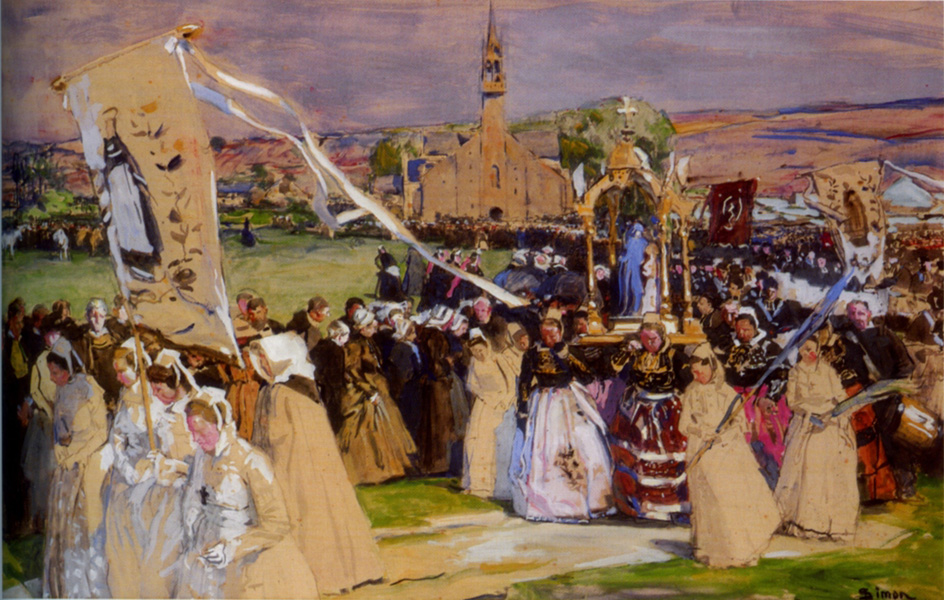
La processione del perdono

Nel 1891, sposò Jeanne Dauchez, figlia d'un avvocato amministratore e sorella del pittore bretone André Dauchez, ella stessa pittrice, dalla quale avrà quattro figli: Paul Simon nel 1892, scultore di animali, Lucienne nel 1896, Charlotte nel 1897, pittrice e infine Pauline, verso il 1907.
 In quello stesso anno 1891, Simon incontrò Charles Cottet e fu in quel periodo che egli scoprì la Bretagna. Si appassionò talmente alla regione del Finistère che vi comprò un faro dismesso, presso Combrit, e lo sistemò come casa delle vacanze per la famiglia. Nel 1902, lo trasformò ancora in un atelier per dipingere le sue tele sul posto. Ma la vera sorgente d'ispirazione per Simon fu la vita in famiglia, e lo testimoniano i suoi ritratti della moglie, dei figli e dei nipoti, come anche le scene dei giochi e dei travestimenti infantili. Dedicò a questi temi numerosi lavori, come Dîner à Kergait, La causerie du soir, Madame Lucien Simon et ses enfants, Intimité, e diversi altri.
Gli anni 1900-1920 segnarono l'apogeo della carriera di Lucien Simon: La sua fama lo spinse a viaggiare molto e a partecipare a numerose mostre internazionali, a Londra, a Venezia, a Pittsburgh, etc.
Lo Stato gli comprò dei quadri (come La Procession del 1901, oggi al Musée d’Orsay), e così alcuni musei giapponesi, europei e americani, nonché dei collezionisti stranieri assai rinomati (i russi Ivan Morozov e Sergueï Chtchoukine). Anche il Museo del Prado gli acquistò La Leçon de danse (oggi al Museo Regina Sofia).
Nel 1900, Lucien Simon ottenne la medaglia d'oro all'Esposizione universale di Parigi del 1900, e venne nominato cavaliere della Légion d'honneur per poi essere promosso, dopo un solo anno, al grado di Ufficiale.
1905. Simon entrò in contatto con Tito Salas, pittore venezuelano, che era stato inviato dal suo Governo in Europa per formarsi alla scuola dei pittori francesi. Con Charles Cottet, Émile-René Ménard, André Dauchez e René-Xavier Prinet, fece inoltre parte del gruppo di pittori soprannominato dai critici La Bande noire. La maggior parte di questi giovani artisti insegnava all'"Académie de la Palette" (Accademia della tavolozza).
Durante la prima guerra mondiale, nel 1917, venne inviato al fronte per disegnare scene di guerra. 
Alla fine della guerra (1918) Lucen Simon era ormai un pittore più che affermato che dipingeva le folle delle cerimonie del "perdono" (in Bretagna) e i balli popolari, con una tavolozza sempre più vivace e colorata.
Nel periodo fra le due guerre abbandonò i temi contemporanei e si ispirò ai soggetti del mondo antico, come ad esempio Nausicaa alla fontana.
(Da Son parcours d'artiste [archivio], su "luciensimon.fr")

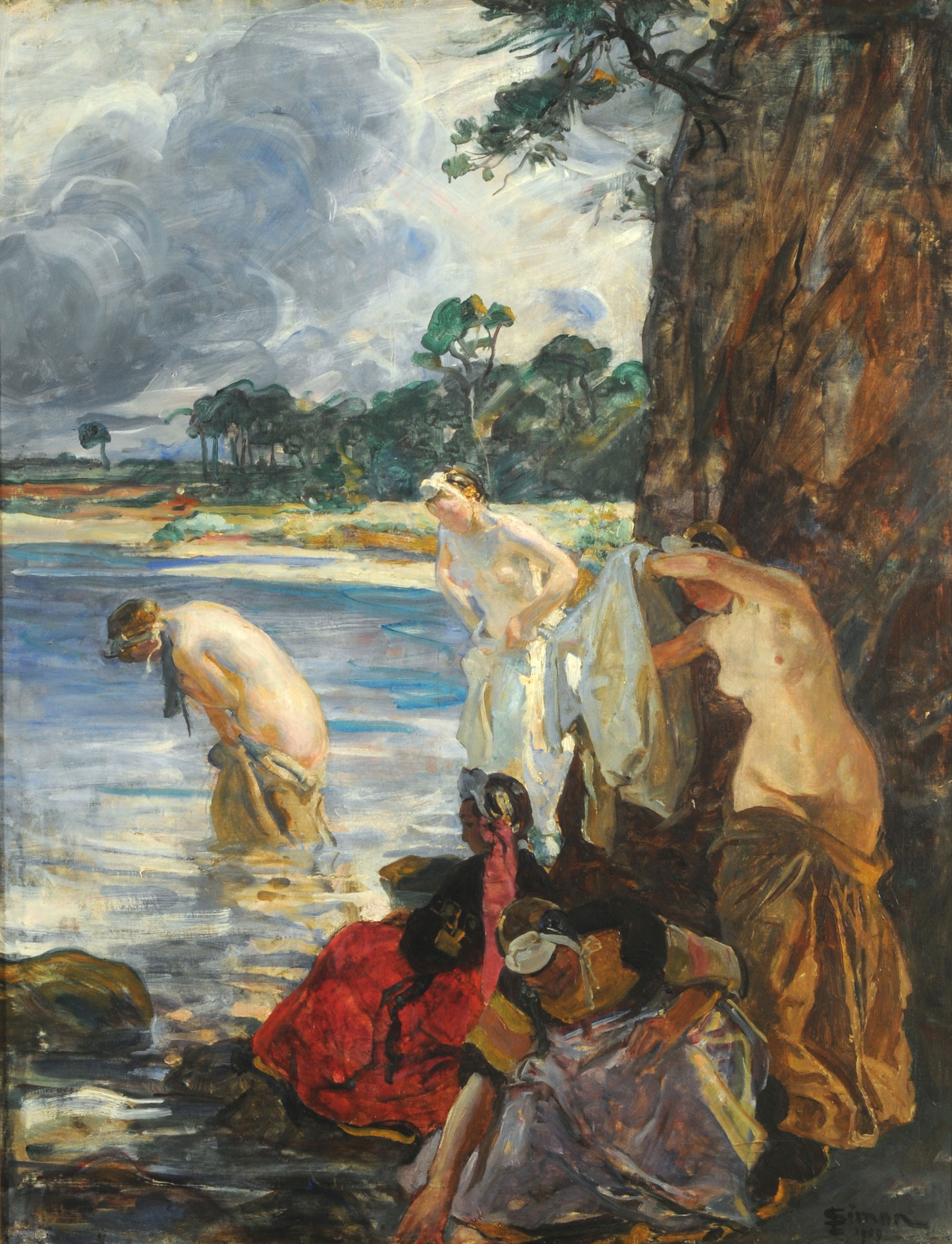
Bagnanti

Nel 1923, Lucien Simon fu nominato professore all'École des beaux-arts, dove poté annoverare fra i suoi allievi René Aubert, Jean Dries, Robert Micheau-Vernez e Henry Simon. Fu poi chiamato all'Académie des beaux-arts il 5 marzo del 1927, succedendo ad Adolphe Déchenaud, e l'anno seguente venne eletto membro del Consiglio Superiore dei Musei nazionali.
Ricevette nel 1933 anche la nomina di "Pittore ufficiale della Marina". Al tempo stesso fu professore all'"Académie de la Grande Chaumière. Lo Stato gli commissionò diversi lavori, come la Messa al soldato morto e il Sacrifice per la chiesa di Notre-Dame-du-Travail a Parigi, e lo incaricò della decorazione dello scalone del Senato, anch'esso inaugurato nel 1929.
A cominciare dagli anni 30 Simon ridusse le sue apparizioni ufficiali e s'impegnò nella creazione della Casa de Velázquez di Madrid, inaugurata nel 1929. Nel 1931, tenne numerose conferenze a Buenos Aires sulla pittura contemporanea in Francia. Nel 1934 illustrò il libro Pêcheur d'Islande di Pierre Loti. Infine, nel 1937, ottenne il Gran Premio dell’Esposizione universale di Parigi, per i suoi pannelli decorativi del padiglione del Lussemburgo: La procession dansante à Echternach, La Sûre e La Moselle.
Durante la Seconda Guerra mondiale, si ritirò a Sainte-Marine di Combrit, sul mare, dove si dedicò totalmente ai suoi soggetti bretoni. Dipinse i paesaggi del fiume Odet, la vita quotidiana dei marinai e dei contadini.
Lucien Simon morì nel 1945 a Sainte-Marine e fu sepolto nel cimitero di Combrit.

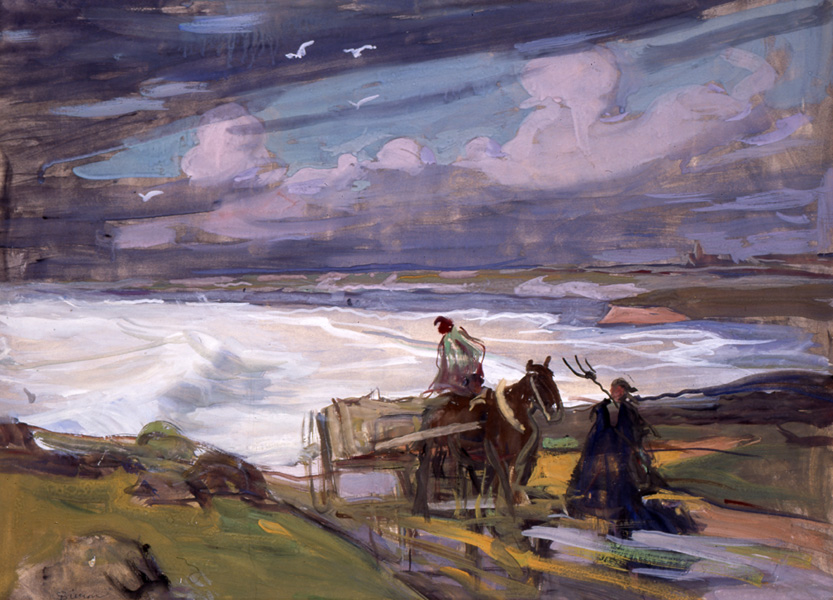
La raccolta delle alghe

## Stile
Lucien Simon non ebbe mai niente in comune con le correnti artistiche del suo tempo. Non fu mai un impressionista in senso pieno e rifiutò sia il cubismo, sia il movimento Dadaista che sconvolgevano la tradizione pittorica. Si ispirò piuttosto a Édouard Manet (morto nel 1883), a Diego Velázquez e a Frans Hals (ambedue pittori del 1600). Hals lo attraeva per i suoi ritratti di gruppi di persone (ad esempio di contadine), mentre di Velázquez ammirava i ritratti di singoli, i paesaggi e i temi legati alla condizione umana. Manet lo ispirava per i suoi soggetti presi dalla vita quotidiana, per i nudi e per l'uso schietto dei colori.
Lucien Simon difese dunque un'arte basata sulla composizione, piuttosto che sul colore. Per lui, quindi, l'aspetto compositivo di un quadro era prioritario. Con questo principio Simon seguì la via segnata da Jean-Baptiste Camille Corot (1796-1875), Henri Fantin-Latour (1836-1904), Whistler (1834-1903) e da Eugène Carrière (1849-1906).
Oggi Lucien Simon viene considerato come appartenente alla corrente naturalista e a quella intimista, e spesso collocato fra i pittori post-impressionisti. Lo si considera anche un artista regionalista. D'altra parte è anche vero che egli è conosciuto soprattutto in Bretagna, in particolare nel cosiddetto Pays Bigouden.
Le sue opere sono sparse in tutto il mondo: Musei di Boston e di Filadelfia negli Stati Uniti, Museo nazionale di belle arti dell'Argentina a Buenos Aires, collezioni private in Giappone (collezione Matsukata), Musei europei vari. In Francia, numerosi musei custodiscono le tele di Lucien Simon: il Musée d’Orsay a Parigi, nelle sale dedicate ai pittori della "Banda nera", così come certi musei bretoni, fra i quali il Museo di belle arti di Quimper.

## LaBande noire, l'intimismo e la Bretagna
Lucien Simon non si rinchiuse nel "rigorismo" della Bande Noire e conservò la sua libertà di espressione e il suo "stile". Dipinse scene intimiste: ritratti, spesso dei membri della sua famiglia, (Autoritratto del 1909, oggi al Museo di belle arti di Lione) e quadri quasi impressionisti (Causerie du soir, 1902, oggi al Museo di Stoccolma), ma anche delle bagnanti e delle borghesi parigine....
Nutrì una passione per la Bretagna e, in particolare, per il Finistère, il "paese Bigouden",  soggiornandovi regolarmente diversi mesi ogni anno nel faro che aveva acquistato. Osservò e dipinse i bretoni e i Bigoudens, che vedeva durante la Messa, nelle feste religiose, alle feste profane, al porto o nei campi dietro la sua casa. Ritrasse i paesaggi bretoni: la foce dell'Odet, il porto di Sainte Marine, il mare. Si interessò anche alle scene di vita quotidiana: la raccolta delle patate e delle alghe, i pescatori. Ma ciò che lo attirò di più fu la triste durezza di quel popolo.
Con il passare degli anni, i colori delle sue tele divennero più vivi: Simon dipinse sempre di più delle scene luminose. A fianco degli abiti da lutto, egli abbozzò delle folle variopinte, il riso dei bambini, i giochi chiassosi delle bambine.
Questa sua passione per la Bretagna gli procurò il soprannome di « pittore del popolo Bigouden » poiché « dipinse numerosi aspetti della vita di quella gente (feste religiose, profane, circhi, corse di cavalli, bruciatura delle alghe) ».
Una "Associazione Lucien Simon" è stata creata nel giugno del 2010 da Dominique Boyer, nipote del pittore, in ricordo di suo nonno.

## Opere

### Opere in collezioni pubbliche
Elenco parziale

Stati Uniti d'America

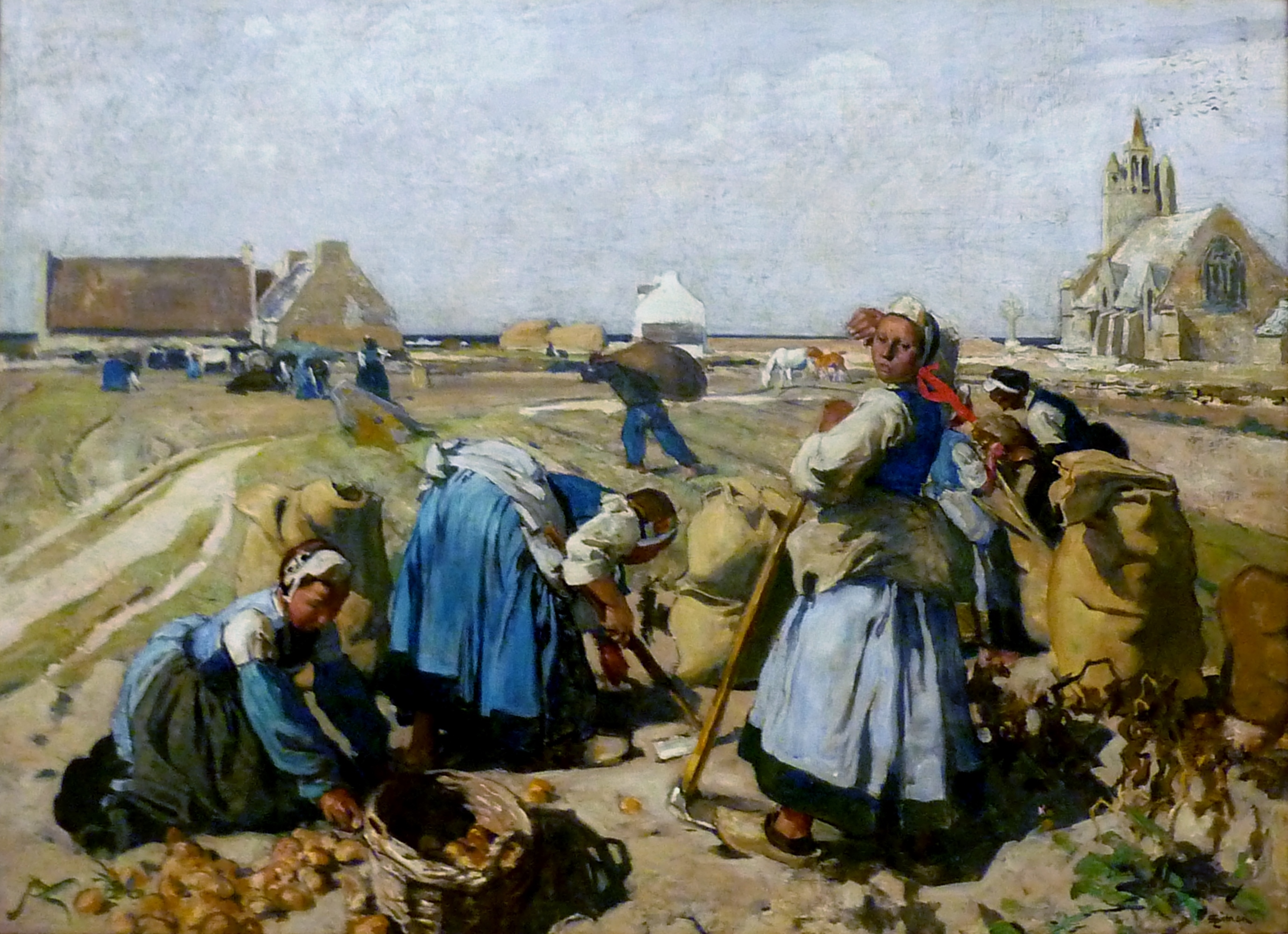
La raccolta delle patate

- Filadelfia, Groupe de famille, 1897, Philadelphia Museum of Art, olio su tela
- Pittsburgh, Soirée dans l'atelier, 1904, Carnegie Institute, olio su tela

Spagna
- Madrid, La Leçon de Danse, Museo Regina Sofía, olio su tela

Francia
- Île-Tudy, sala da ballo: pitture decorative, 1898
- Loctudy, Départ des permissionnaires de la Grande Guerre à la gare de Pont-l'Abbé (1916) e  Dans la campagne bretonne. Castello di Kerazan, Fondazione Astor
- Sainte-Marine (Combrit), Jour de baptême en Pays bigouden e Bigoudens en prière dans l'église Saint-Tugdual de Combrit
- Lione, Autoportrait, 1908. Museo di belle arti di Lione, olio su tela
- Nantes, La Récolte des pommes de terre, 1923. Museo di belle arti di Nantes, acquarello
- Parigi,
  - Le Sacrifice e L'apothéose, 1919[9] Chiesa di Notre-Dame-du-Travail a Parigi, cappella dei morti
  - Musée d'Orsay :
    - Procession à Penmarc'h, 1900, olio su tela
    - La Cale de l'Île-Tudy, 1907, olio su tela

  - Pax in virtute tua, 1926-1928, Palazzo del Luxembourg. Parte d'un insieme di quattro tele "marouflées" (incollate) sul muro della scalinata delle conferenze
- Pau, Museo di belle arti di Pau:
  - Les Musiciens, olio su tela[10];
  - Portrait d'Edmond Aman-Jean, olio su tela

- Quimper, Museo di belle arti:

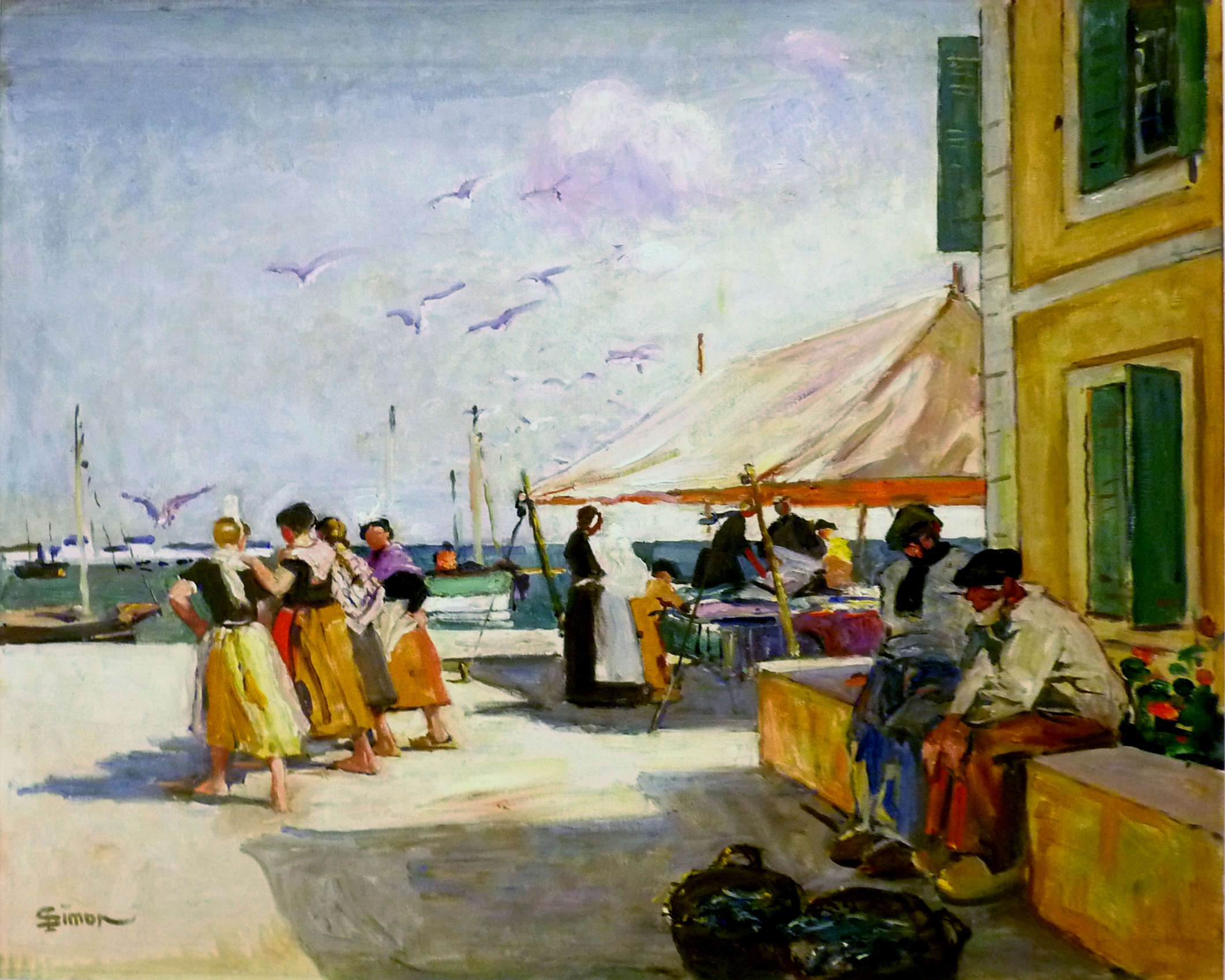
La banchina di Kérity a Penmarc'h

  - Famille bigoudène en deuil, 1912, olio su tela
  - La Parade de cirque forain au pardon de Notre-Dame-de-la-Joie, 1919, olio su tela
  - Le Quai de Kérity, 1937-1938, olio su tela
  - Intimité, verso il 1942-1944, olio su tela
  - La Récolte des pommes de terre, 1907, olio su tela[11]
  - La Chapelle de la Joie, 1907, olio su tela
- Rennes, Le Passeur, 1907, Museo di belle arti di Rennes, olio su tela [si tratta del corriere de l'Île-Tudy]
- Sainte-Marine: Jour de baptême en Pays bigouden, olio su tela

Ungheria
- Budapest, Madame Lucien Simon et ses enfants, 1903, Museo di belle arti di Budapest, olio su tela

Russia
- Mosca, Coup de vent, 1902, Museo Pushkin, olio su tela

Svezia
- Stoccolma, Causerie du soir, o Fin de repas à Kergait, 1902, Nationalmuseum, olio su tela

Romania
- Bucarest, Maisons près de la mer, 1919, Museo nazionale d'arte di Romania, olio su tela[12].

### Opere repertoriate non localizzate
- Femmes de Pont-l'Abbé
- Une Famille bigoudène
- Un Carrier breton
- Fillette de Pont-l'Abbé
- La Mi-carême, 1902
- Les Quilles
- Étude sur le quai
- Le Débarquement
- Courses à Pont-l'Abbé

## Galleria d'immagini

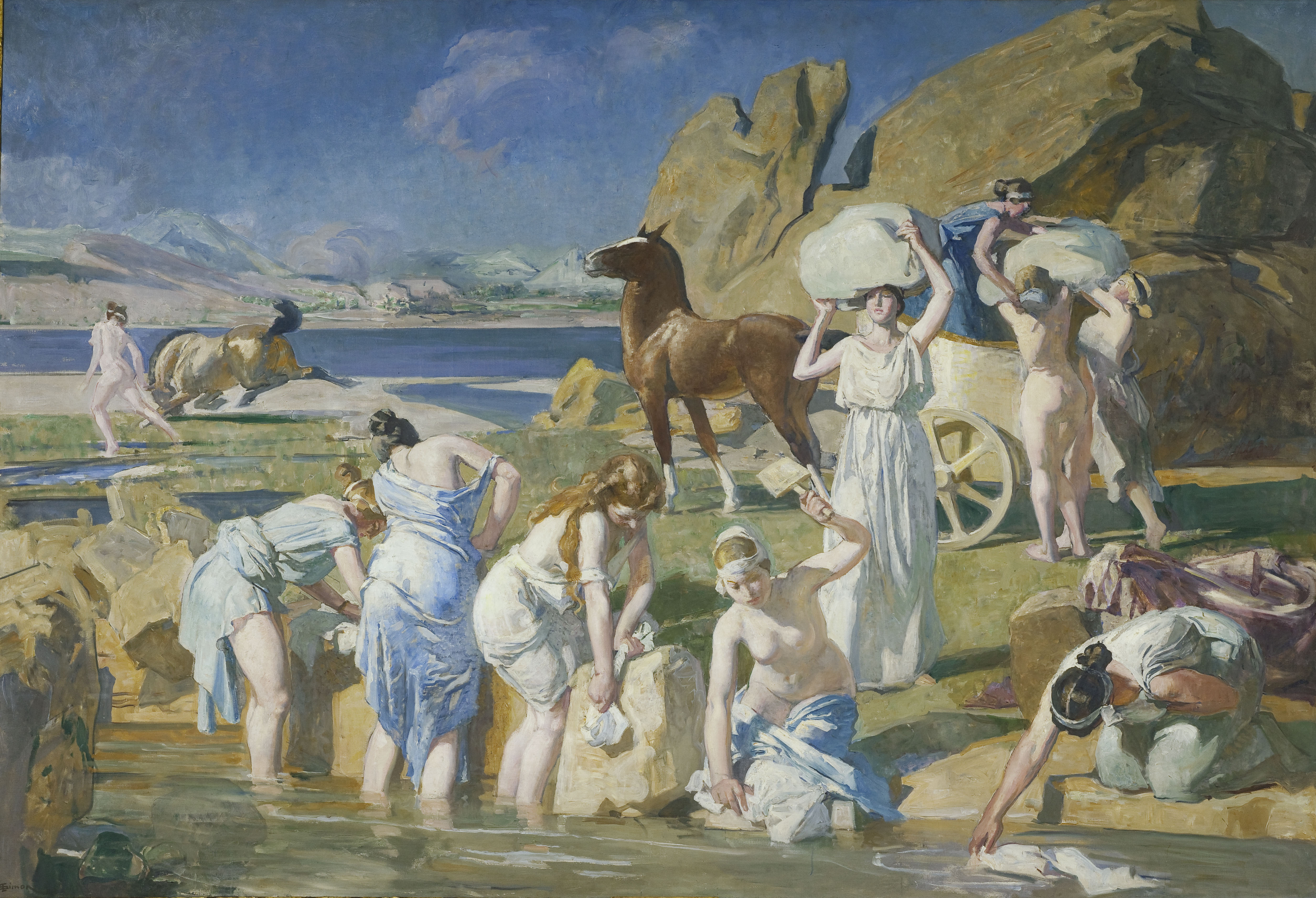
Nausicaa
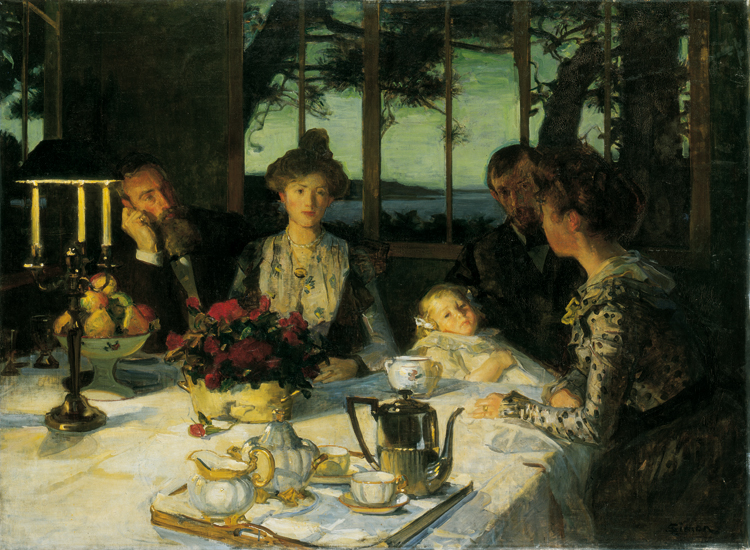
Fine del pasto a Kergaït
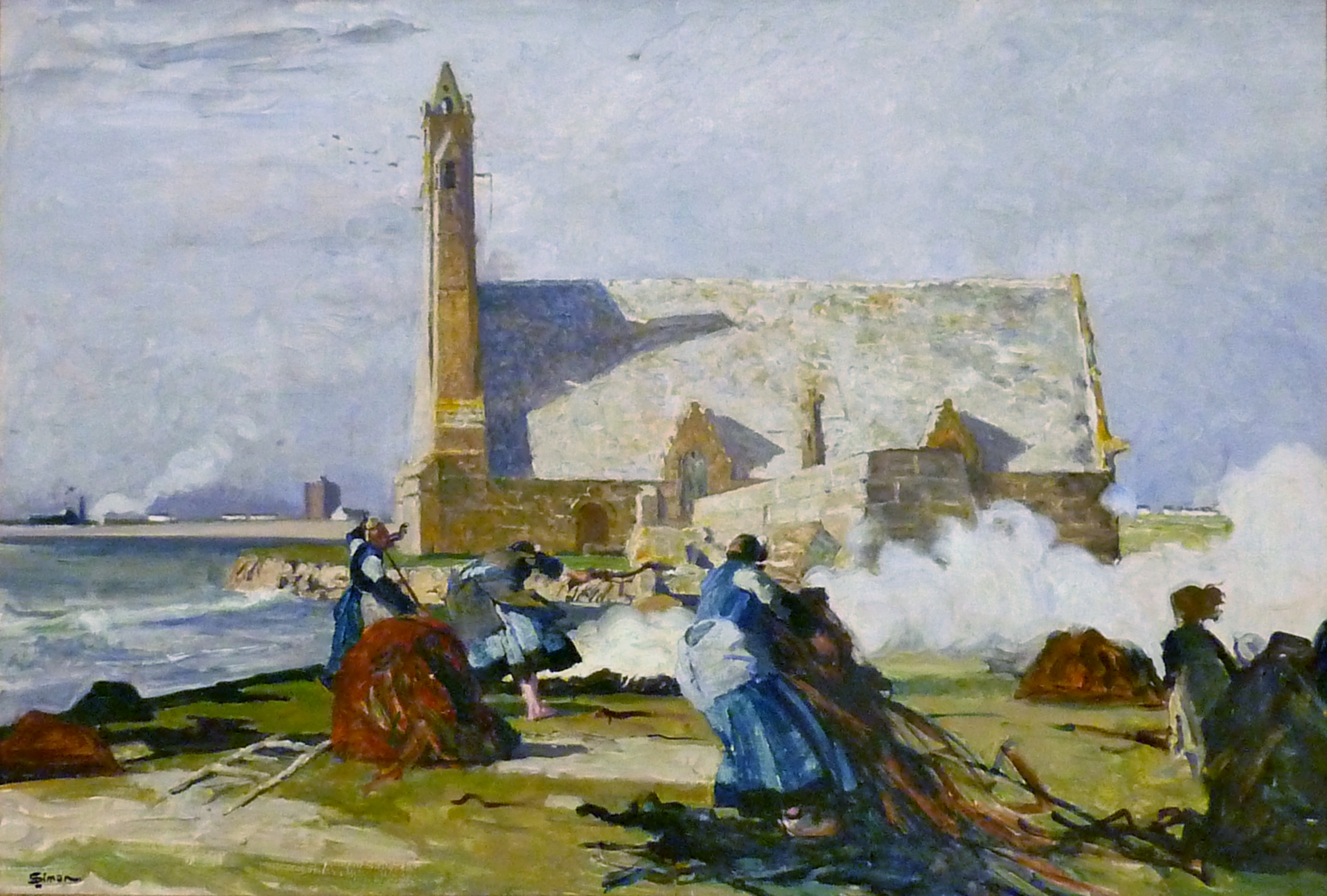
La cappella della Joie
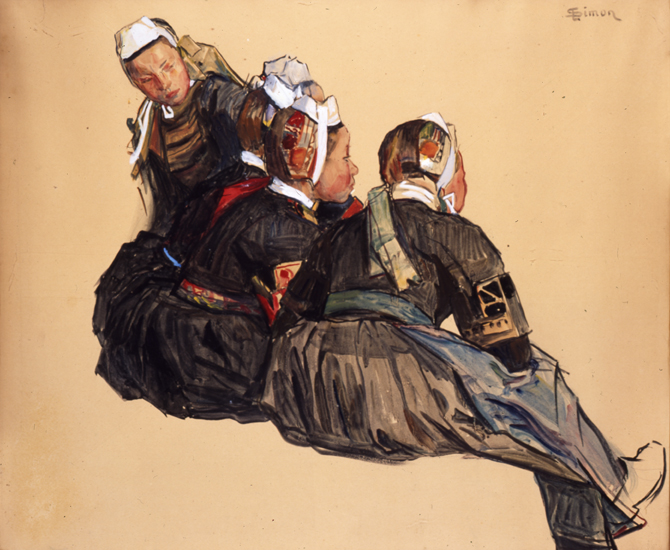
Giovani bretoni sedute di spalle

## Allievi
- René Aubert
- Patrick Bakker
- Claire Bertrand
- Alice Dannenberg (1861-1948)
- Jean Dries
- Willy Eisenschitz
- Élisabeth Faure (1906-1964), dal 1928 al 1934
- Yves Floc'h (1906-1990)
- André Hambourg
- Louise Hervieu
- Henry Simon
- Martha Stettler (1870-1945)
- Robert Micheau-Vernez
- Georges Rohner
- Marcel Parturier (1901-1976)
- Henri Plisson (1908-2002)
- Frank Armington
- Yves Brayer
- Adolphe Mouron Cassandre
- Grace Evelyn Chapman[13]
- William H. Clapp[14]
- Bessie Davidson[15]
- Lucille Douglass
- Lucien Fontanarosa
- Agnes Goodsir
- William Victor Higgins
- Edwin Holgate
- Yvonne McKague Housser
- Robert Humblot[16]
- Henry Jannot[17]
- Friederike Koch-Langentreu
- Lul Krag
- Bernard Lamotte
- Lowes Dalbiac Luard
- Florence Helena McGillivray
- Kay Nielsen
- Pan Yuliang
- Ambrose McCarthy Patterson
- Alfred Pellan
- Elenore Plaisted Abbott
- Elena Popea
- Steffi Reiner-Gartenberg
- Mary Rogers
- Manuel Ros
- Amrita Sher-Gil
- Boris Smirnoff
- Dorothy Stevens
- Helena Sturtevant
- Mary Swanzy
- Sydney Lough Thompson
- Marie Tuck
- Martha Walter
- John Weygandt

## Esposizioni
- 1905, Pittsburgh : Soirée dans l'atelier
- 2002, Parigi, galleria Philippe Heim
- 2006, Museo di belle arti di Quimper
- dal 2 aprile al 9 ottobre 2016, Museo del Faouët: La Fête vue par les peintres bretons